# Michael Clayton
Michael Clayton es una película de suspense dramático escrita y dirigida por Tony Gilroy, producida junto a George Clooney, y protagonizada por el propio Clooney junto a Tom Wilkinson y Tilda Swinton. La película fue candidata al Oscar a la mejor película y otras categorías, finalmente obteniéndolo por mejor actriz de reparto para Tilda Swinton.

## Argumento
Michael Clayton (George Clooney) es un fijador ludópata que trabaja para un prestigioso bufete de abogados de Nueva York como un "reparador", alguien que ayuda a solucionar situaciones difíciles a sus clientes, normalmente de un modo poco convencional. Después de reunirse con el cliente principal de un colega suyo, que había atropellado accidentalmente a un viandante con su coche, Clayton ve unos caballos a un lado de la carretera, para el coche, sube por una ladera para admirar a los animales. Mientras observa a estos caballos, su coche explota. A partir de ello, mediante un extenso flash-back, narra la sucesión de acontecimientos que han llevado a la misma.

## Reparto
- George Clooney como Michael Raymond Clayton.
- Tom Wilkinson como Arthur Edens.
- Tilda Swinton como Karen Crowder.
- Sydney Pollack como Marty Bach.
- Michael O'Keefe como Barry Grissom.
- Danielle Skraastad como Bridget Klein.
- Sean Cullen como Gene Clayton.
- Robert Prescott como M. Verne
- Austin Williams como Henry Clayton.

## Premios

### Premios Óscar
| Año  | Categoría               | Persona             | Resultado |
| ---- | ----------------------- | ------------------- | --------- |
| 2007 | Mejor película          | Mejor película      | Candidata |
| 2007 | Mejor dirección         | Tony Gilroy         | Candidato |
| 2007 | Mejor actor             | George Clooney      | Candidato |
| 2007 | Mejor actor de reparto  | Tom Wilkinson       | Candidato |
| 2007 | Mejor actriz de reparto | Tilda Swinton       | Ganadora  |
| 2007 | Mejor guion original    | Tony Gilroy         | Candidato |
| 2007 | Mejor banda sonora      | James Newton Howard | Candidato |

### Globos de Oro
| Año  | Categoría               | Persona                | Resultado |
| ---- | ----------------------- | ---------------------- | --------- |
| 2008 | Mejor película - Drama  | Mejor película - Drama | Candidata |
| 2008 | Mejor actor - Drama     | George Clooney         | Candidato |
| 2008 | Mejor actor de reparto  | Tom Wilkinson          | Candidato |
| 2008 | Mejor actriz de reparto | Tilda Swinton          | Candidata |

### Premios BAFTA
| Año  | Categoría               | Persona        | Resultado |
| ---- | ----------------------- | -------------- | --------- |
| 2007 | Mejor actor             | George Clooney | Candidato |
| 2007 | Mejor actor de reparto  | Tom Wilkinson  | Candidato |
| 2007 | Mejor actriz de reparto | Tilda Swinton  | Ganadora  |
| 2007 | Mejor guion original    | Tony Gilroy    | Candidato |
| 2007 | Mejor montaje           | John Gilroy    | Candidato |

### Premios del Sindicato de Actores
| Año  | Categoría               | Persona        | Resultado |
| ---- | ----------------------- | -------------- | --------- |
| 2008 | Mejor actor             | George Clooney | Candidato |
| 2008 | Mejor actor de reparto  | Tom Wilkinson  | Candidato |
| 2008 | Mejor actriz de reparto | Tilda Swinton  | Candidato |